# Leichtathletik-Weltmeisterschaften 1997/100 m der Frauen
Der 100-Meter-Lauf der Frauen bei den Leichtathletik-Weltmeisterschaften 1997 wurde am 2. und 3. August 1997 im Olympiastadion der griechischen Hauptstadt Athen ausgetragen.
Weltmeisterin wurde die US-Amerikanerin Marion Jones, die am Schlusstag mit der 4-mal-100-Meter-Staffel ihres Landes eine zweite Goldmedaille gewann. Den zweiten Rang belegte die zweifache Vizeeuropameisterin von 1994 (100/200 Meter) Schanna Pintussewytsch aus der Ukraine, die fünf Tage später das Rennen über 200 Meter für sich entschied. 1994 war sie unter ihrem damaligen Namen Schanna Tarnopolskaja gestartet. Bronze ging an Savatheda Fynes, Bahamas, die 1996 Olympiasilber mit der 4-mal-100-Meter-Staffel ihres Landes gewonnen hatte.

## Bestehende Rekorde
| Weltrekord               | 10,49 s | Florence Griffith-Joyner | Indianapolis, USA                 | 16. Juli 1988   |
| Weltmeisterschaftsrekord | 10,82 s | Gail Devers              | WM 1993 in Stuttgart, Deutschland | 16. August 1993 |
| Weltmeisterschaftsrekord | 10,82 s | Merlene Ottey            | WM 1993 in Stuttgart, Deutschland | 16. August 1993 |

Der bestehende WM-Rekord wurde bei diesen Weltmeisterschaften nicht eingestellt und nicht verbessert.
Die US-amerikanische Weltmeisterin Marion Jones verfehlte den Rekord allerdings im Finale nur um eine Hundertstelsekunde und stellte damit eine neue Weltjahresbestleistung auf.
Es wurden vier nationale Rekorde aufgestellt:
- 12,00 s – Antonia Cadore (Grenada), 1. Vorlauf am 2. August (Wind: +0,4 m/s)
- 11,30 s – Lucrécia Jardim (Portugal), 4. Vorlauf am 2. August (Wind: +0,1 m/s)
- 10,90 s – Schanna Pintussewytsch (Ukraine), 1. Viertelfinale am 2. August (Wind: +0,7 m/s)
- 10,85 s – Schanna Pintussewytsch (Ukraine), Finale am 3. August (Wind: +0,4 m/s)

## Vorrunde
5. August 1997, 17:35 Uhr
Die Vorrunde wurde in acht Läufen durchgeführt. Die ersten drei Athletinnen pro Lauf – hellblau unterlegt – sowie die darüber hinaus acht zeitschnellsten Läuferinnen – hellgrün unterlegt – qualifizierten sich für das Viertelfinale.

### Vorlauf 1
2. August 1997, 9:30 Uhr
Wind: +0,4 m/s
| Platz | Name             | Nation              | Zeit (s) |
| ----- | ---------------- | ------------------- | -------- |
| 1     | Christine Arron  | Frankreich          | 11,13    |
| 2     | Natalja Woronowa | Russland            | 11,31    |
| 3     | Liu Xiaomei      | Volksrepublik China | 11,35    |
| 4     | Heather Samuel   | Antigua und Barbuda | 11,46    |
| 5     | Iryna Pucha      | Ukraine             | 11,75    |
| 6     | Tamara Shanidze  | Georgien            | 11,97    |
| 7     | Antonia Cadore   | Grenada             | 12,00 NR |

### Vorlauf 2
2. August 1997, 9:36 Uhr
Wind: −1,5 m/s
| Platz | Name                | Nation         | Zeit (s) |
| ----- | ------------------- | -------------- | -------- |
| 1     | Ekaterini Thanou    | Griechenland   | 11,32    |
| 2     | Andrea Philipp      | Deutschland    | 11,33    |
| 3     | Debbie Ferguson     | Bahamas        | 11,37    |
| 4     | Sanna Hernesniemi   | Finnland       | 11,54    |
| 5     | Sandra Borrero      | Kolumbien      | 11,83    |
| 6     | Cydonie Mothersille | Cayman Islands | 11,87    |
| 7     | N. Rabbaiya         | Indonesien     | 12,43    |
| 8     | Peoria Koshiba      | Palau          | 14,55    |

### Vorlauf 3

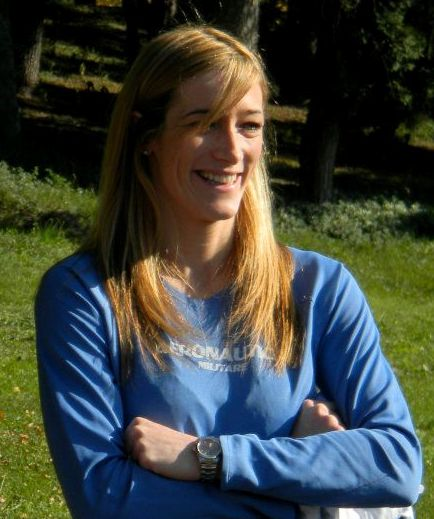
Um einen Rang verfehlte Manuela Levorato die Viertelfinalteilnahme
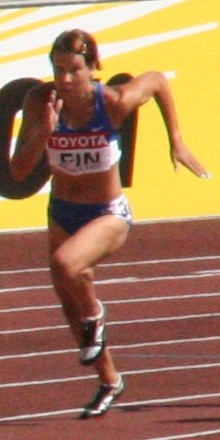
Johanna Manninen schied als Fünfte ihres Vorlaufs aus

2. August 1997, 9:42 Uhr
Wind: +0,1 m/s
| Platz | Name               | Nation      | Zeit (s) |
| ----- | ------------------ | ----------- | -------- |
| 1     | Merlene Ottey      | Jamaika     | 11,27    |
| 2     | Melanie Paschke    | Deutschland | 11,31    |
| 3     | Eldece Clarke      | Bahamas     | 11,36    |
| 4     | Manuela Levorato   | Italien     | 11,57    |
| 5     | Johanna Manninen   | Finnland    | 11,59    |
| 6     | Elma Muros-Posadas | Philippinen | 12,19    |
| 7     | Laure Kuetey       | Benin       | 12,38    |

### Vorlauf 4
2. August 1997, 9:48 Uhr
Wind: +0,1 m/s
| Platz | Name                      | Nation         | Zeit (s) |
| ----- | ------------------------- | -------------- | -------- |
| 1     | Schanna Pintussewytsch    | Ukraine        | 11,01    |
| 2     | Lucrécia Jardim           | Portugal       | 11,30 NR |
| 3     | Chryste Gaines            | USA            | 11,30    |
| 4     | Lucimar Aparecida de Mour | Brasilien      | 11,37    |
| 5     | Maria Tsoni               | Griechenland   | 11,48    |
| 6     | Marcia Richardson         | Großbritannien | 11,65    |
| 7     | Deirdre Caruana           | Malta          | 12,73    |
| 8     | Edouwe Appin              | Nauru          | 14,19    |

### Vorlauf 5
2. August 1997, 9:54 Uhr
Wind: ±0,0 m/s
| Platz | Name                       | Nation     | Zeit (s) |
| ----- | -------------------------- | ---------- | -------- |
| 1     | Savatheda Fynes            | Bahamas    | 11,18    |
| 2     | Chioma Ajunwa              | Nigeria    | 11,28    |
| 3     | Hanitriniaina Rakotondrabé | Madagaskar | 11,33    |
| 4     | Lauren Hewitt              | Australien | 11,54    |
| 5     | Aïda Diop                  | Senegal    | 11,61    |
| 6     | Giada Gallina              | Italien    | 11,64    |
| 7     | Shyrome Hughes             | Anguilla   | 13,03    |

### Vorlauf 6
2. August 1997, 10:00 Uhr
Wind: ±0,0 m/s
| Platz | Name                     | Nation              | Zeit (s) |
| ----- | ------------------------ | ------------------- | -------- |
| 1     | Li Xuemei                | Volksrepublik China | 11,21    |
| 2     | Petja Pendarewa          | Bulgarien           | 11,28    |
| 3     | Frédérique Bangué        | Frankreich          | 11,34    |
| 4     | Melinda Gainsford-Taylor | Australien          | 11,36    |
| 5     | Natalja Ignatowa         | Russland            | 11,70    |
| 6     | Tiresa Paselio           | Samoa               | 14,36    |
| DNS   | Hermin Joseph            | Dominica            |          |

### Vorlauf 7
2. August 1997, 10:06 Uhr
Wind: −0,7 m/s
| Platz | Name                  | Nation         | Zeit (s) |
| ----- | --------------------- | -------------- | -------- |
| 1     | Marion Jones          | USA            | 11,09    |
| 2     | Beverly McDonald      | Jamaika        | 11,29    |
| 3     | Nora Iwanowa          | Bulgarien      | 11,42    |
| 4     | Anschela Krawtschenko | Ukraine        | 11,46    |
| 5     | Simmone Jacobs        | Großbritannien | 11,58    |
| 6     | Myriam Léonie Mani    | Kamerun        | 11,62    |
| DNS   | Marwa Rostom          | Palästina      |          |
| DNS   | Mayra Mayberry        | Puerto Rico    |          |

### Vorlauf 8
2. August 1997, 10:12 Uhr
Wind: +0,1 m/s
| Platz | Name              | Nation              | Zeit (s) |
| ----- | ----------------- | ------------------- | -------- |
| 1     | Inger Miller      | USA                 | 11,07    |
| 2     | Esther Möller     | Deutschland         | 11,44    |
| 3     | Endurance Ojokolo | Nigeria             | 11,53    |
| 4     | Pei Fang          | Volksrepublik China | 11,54    |
| 5     | Delphine Combe    | Frankreich          | 11,55    |
| 6     | Aksel Gürcan      | Türkei              | 11,82    |
| 7     | Devi Maya Paneru  | Nepal               | 12,97    |

## Viertelfinale
Aus den vier Viertelfinalläufen qualifizierten sich die jeweils ersten drei Athletinnen – hellblau unterlegt – sowie die darüber hinaus vier zeitschnellsten Läuferinnen – hellgrün unterlegt – für das Halbfinale.

### Viertelfinallauf 1
2. August 1997, 19:35 Uhr
Wind: +0,7 m/s
| Platz | Name                     | Nation              | Zeit (s) |
| ----- | ------------------------ | ------------------- | -------- |
| 1     | Schanna Pintussewytsch   | Ukraine             | 10,90 NR |
| 2     | Chioma Ajunwa            | Nigeria             | 11,14    |
| 3     | Ekaterini Thanou         | Griechenland        | 11,19    |
| 4     | Chryste Gaines           | USA                 | 11,19    |
| 5     | Melinda Gainsford-Taylor | Australien          | 11,20    |
| 6     | Sanna Hernesniemi        | Finnland            | 11,38    |
| 7     | Esther Möller            | Deutschland         | 11,42    |
| 8     | Pei Fang                 | Volksrepublik China | 11,50    |

### Viertelfinallauf 2

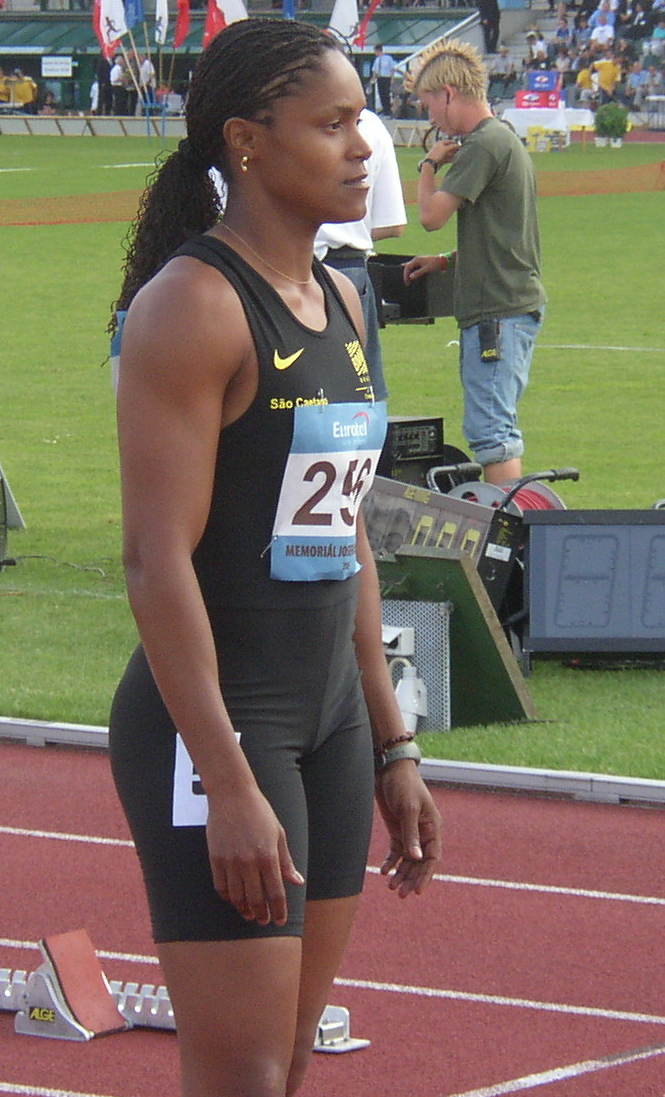
Lucimar Aparecida de Mour schied als Sechste ihres Rennens im Viertelfinale aus
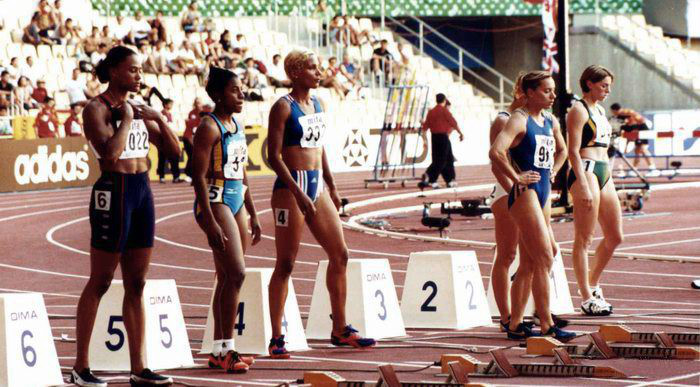
Ihr achter Rang im zweiten Viertelfinale reichte Lauren Hewitt (ganz rechts) nicht, um im Halbfinale dabei zu sein

2. August 1997, 19:39 Uhr
Wind: +0,4 m/s
| Platz | Name                       | Nation      | Zeit (s) |
| ----- | -------------------------- | ----------- | -------- |
| 1     | Merlene Ottey              | Jamaika     | 11,00    |
| 2     | Inger Miller               | USA         | 11,23    |
| 3     | Andrea Philipp             | Deutschland | 11,26    |
| 4     | Debbie Ferguson            | Bahamas     | 11,28    |
| 5     | Petja Pendarewa            | Bulgarien   | 11,39    |
| 6     | Lucimar Aparecida de Mour  | Brasilien   | 11,44    |
| 7     | Hanitriniaina Rakotondrabé | Madagaskar  | 11,49    |
| 8     | Lauren Hewitt              | Australien  | 11,55    |

### Viertelfinallauf 3
2. August 1997, 19:43 Uhr
Wind: +0,3 m/s
| Platz | Name              | Nation              | Zeit (s) |
| ----- | ----------------- | ------------------- | -------- |
| 1     | Marion Jones      | USA                 | 10,96    |
| 2     | Melanie Paschke   | Deutschland         | 11,23    |
| 3     | Eldece Clarke     | Bahamas             | 11,27    |
| 4     | Frédérique Bangué | Frankreich          | 11,31    |
| 5     | Beverly McDonald  | Jamaika             | 11,31    |
| 6     | Li Xuemei         | Volksrepublik China | 11,36    |
| 7     | Endurance Ojokolo | Nigeria             | 11,53    |
| 8     | Heather Samuel    | Antigua und Barbuda | 11,56    |

### Viertelfinallauf 4
2. August 1997, 19:47 Uhr
Wind: −0,3 m/s
| Platz | Name                  | Nation              | Zeit (s) |
| ----- | --------------------- | ------------------- | -------- |
| 1     | Christine Arron       | Frankreich          | 11,04    |
| 2     | Savatheda Fynes       | Bahamas             | 11,16    |
| 3     | Natalja Woronowa      | Russland            | 11,17    |
| 4     | Nora Iwanowa          | Bulgarien           | 11,36    |
| 5     | Liu Xiaomei           | Volksrepublik China | 11,37    |
| 6     | Lucrécia Jardim       | Portugal            | 11,40    |
| 7     | Anschela Krawtschenko | Ukraine             | 11,43    |
| 8     | Maria Tsoni           | Griechenland        | 11,62    |

## Halbfinale
Aus den beiden Halbfinalläufen qualifizierten sich die jeweils ersten vier Athletinnen – hellblau unterlegt – für das Finale.

### Halbfinallauf 1
3. August 1997, 18:30 Uhr
Wind: +0,1 m/s
| Platz | Name                   | Nation      | Zeit (s) |
| ----- | ---------------------- | ----------- | -------- |
| 1     | Schanna Pintussewytsch | Ukraine     | 11,10    |
| 2     | Christine Arron        | Frankreich  | 11,13    |
| 3     | Melanie Paschke        | Deutschland | 11,34    |
| 4     | Chryste Gaines         | USA         | 11,35    |
| 5     | Natalja Woronowa       | Russland    | 11,35    |
| 6     | Eldece Clarke          | Bahamas     | 11,41    |
| 7     | Chioma Ajunwa          | Nigeria     | 11,41    |
| 8     | Frédérique Bangué      | Frankreich  | 11,44    |

### Halbfinallauf 2

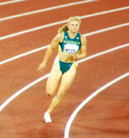
Melinda Gainsford-Taylor wurde Sechste in ihrem Halbfinalrennen und schied damit aus
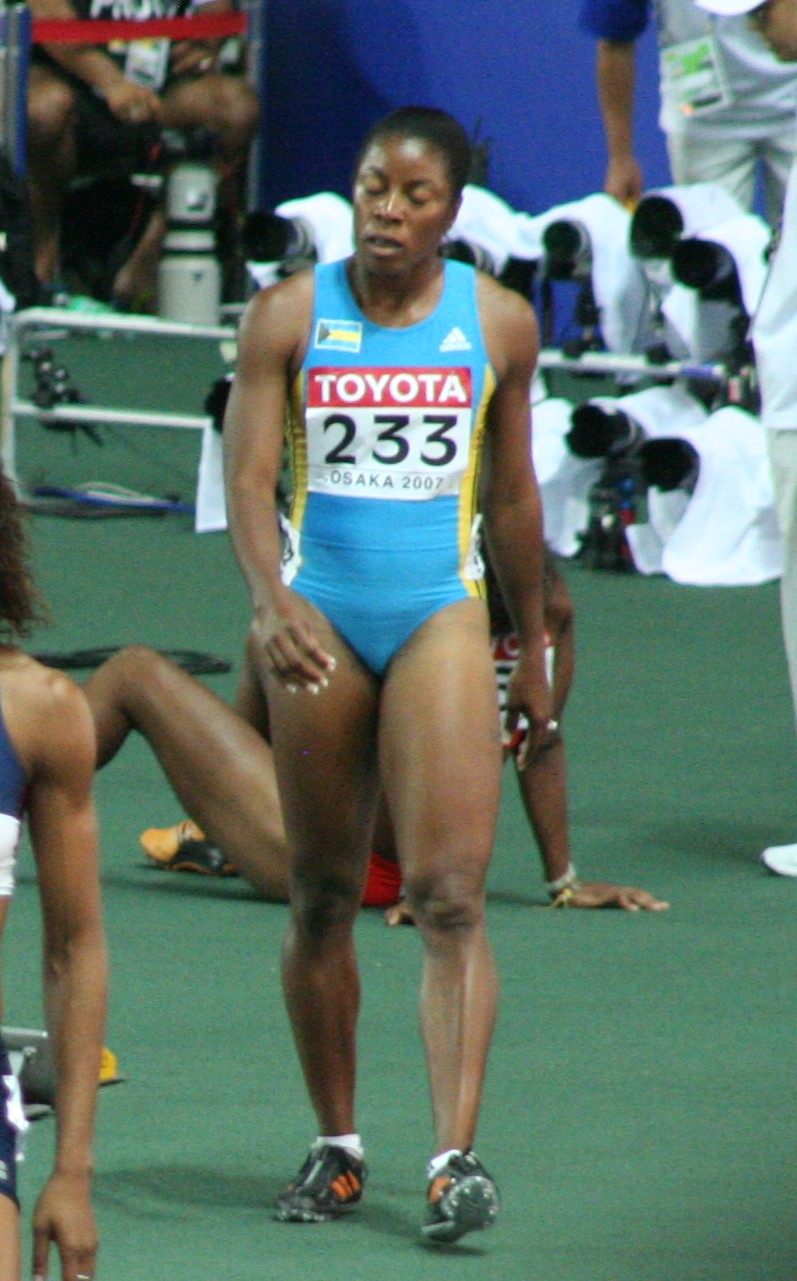
Debbie Ferguson scheiterte als Siebte ihres Rennens im Halbfinale

3. August 1997, 18:40 Uhr
Wind: −0,1 m/s
| Platz | Name                     | Nation       | Zeit (s) |
| ----- | ------------------------ | ------------ | -------- |
| 1     | Marion Jones             | USA          | 10,94    |
| 2     | Merlene Ottey            | Jamaika      | 11,08    |
| 3     | Savatheda Fynes          | Bahamas      | 11,11    |
| 4     | Inger Miller             | USA          | 11,17    |
| 5     | Ekaterini Thanou         | Griechenland | 11,34    |
| 6     | Melinda Gainsford-Taylor | Australien   | 11,35    |
| 7     | Debbie Ferguson          | Bahamas      | 11,39    |
| 8     | Andrea Philipp           | Deutschland  | 11,40    |

## Finale

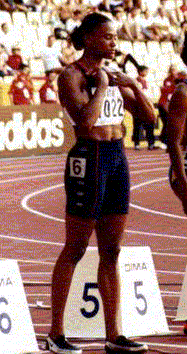
Marion Jones – Weltmeisterin mit einem Vorsprung von zwei Hundertstelsekunden

3. August 1997, 21:35 Uhr
Wind: +0,4 m/s
| Platz | Name                   | Nation      | Zeit (s) |
| ----- | ---------------------- | ----------- | -------- |
| 1     | Marion Jones           | USA         | 10,83 WL |
| 2     | Schanna Pintussewytsch | Ukraine     | 10,85 NR |
| 3     | Savatheda Fynes        | Bahamas     | 11,03    |
| 4     | Christine Arron        | Frankreich  | 11,05    |
| 5     | Inger Miller           | USA         | 11,18    |
| 6     | Melanie Paschke        | Deutschland | 11,19    |
| 7     | Merlene Ottey          | Jamaika     | 11,29    |
| 8     | Chryste Gaines         | USA         | 11,32    |

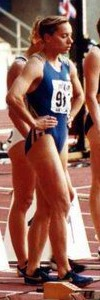
Vizeweltmeisterin Schanna Pintussewytsch errang fünf Tage später Gold über 200 Meter – unter ihrem damaligen Namen Schanna Tarnopolskaja war sie 1994 zweifache Vizeeuropameisterin über 100 und 200 Meter
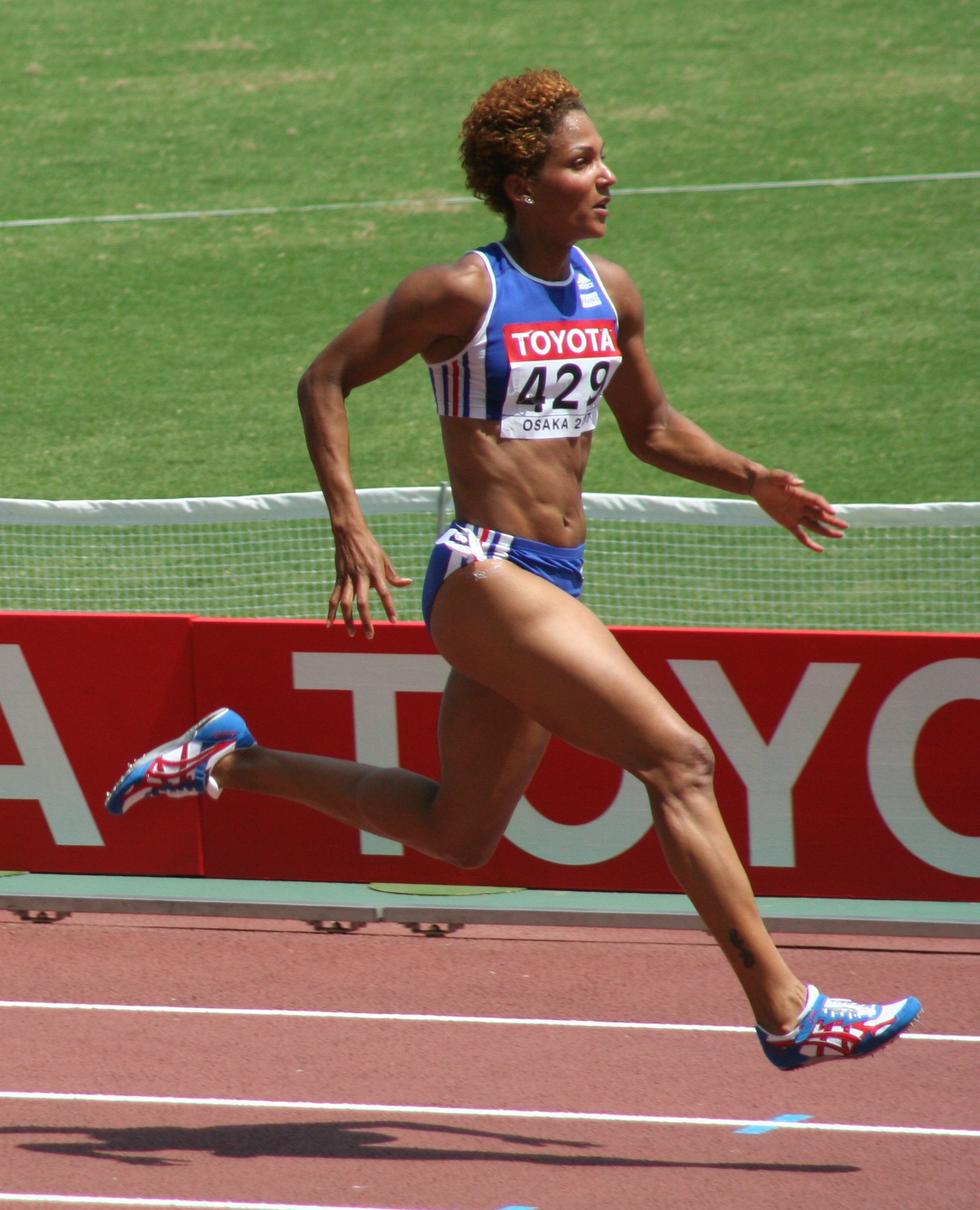
Christine Arron, später mehrfache Medaillengewinnerin bei Welt-, Europameisterschaften und Olympischen Spielen, belegte Rang vier
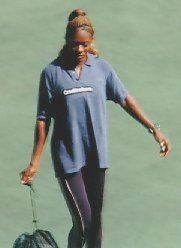
Die in der Vergangenheit hochdekorierte Merlene Ottey wurde Siebte

## Video
- Women's 100m World Athletics Championships Athens 1997 auf youtube.com, abgerufen am 26. Juni 2020